# Материнка гладенька
Материнка гладенька (лат. Origanum laevigatum) — багаторічна рослина роду материнка родини глухокропивових. У дикому вигляді росте у Туреччині, Сирії та на Кіпрі.

## Ботанічний опис
Невелика дерев'яниста багаторічна рослина заввишки від 50 до 60 см та шириною до 45 см, із ароматними листками та вільними китицями рожевих лійкоподібних квітів з фіолетовими приквітками. Цвіте протягом усього літа.

## Застосування
Рослина використовується як прянощі у кулінарії, як декоративна та ґрунтопокривна рослина на сонячних, добре дренованих ділянках. Мириться з бідними ґрунтами, але не любить зимової вологості. Сорт 'Herrenhausen' був удостоєний премії AGM Королівського садівничого товариства.